# Richard Edgcumbe (Politiker, um 1640)
Sir Richard Edgcumbe FRS (* vor 13. Februar 1640; † vor 3. April 1688) war ein englischer Adliger und Politiker, der viermal als Abgeordneter für das House of Commons gewählt wurde.

## Herkunft und Jugend
Richard Edgcumbe entstammte der Familie Edgcumbe. Er war der älteste Sohn von Piers Edgcumbe und dessen Frau Mary Glanville und wurde am 13. Februar 1640 getauft. Während des Englischen Bürgerkriegs unterstützte sein Vater die Royalisten, bis er 1645 kapitulieren musste. Die Familie zog sich deshalb in den alten Familiensitz Cotehele in Cornwall zurück. 1657 studierte Edgcumbe am Christ Church College in Oxford. Nach der Stuart-Restauration wurde er anlässlich der Krönung von Karl II. am 23. April 1661 zum Knight of the Bath geschlagen.

## Politische Tätigkeit
Bei der Unterhauswahl 1661 wurde der junge Edgcumbe 1661 als Abgeordneter für das Borough Launceston gewählt. Während des sogenannten Cavalier Parliament trat er aber kaum in Erscheinung und gehörte in der Regel der Hofpartei an, die die Regierung unterstützte. Nach dem Tod seines Vaters Anfang 1667 erbte er dessen umfangreichen Besitzungen und wurde damit zu einem der führenden Vertreter der Gentry Südwestenglands. Dazu übernahm er mehrere lokale Ämter, unter anderem ab 1670 das eines Deputy Lieutenant für Cornwall. Ab 1674 war er Friedensrichter für Devon, ab 1675 für Cornwall. 1677 besuchte ihn der König mit seinem Gefolge in Mount Edgcumbe House, das er nach dem Tod seines Vaters wieder bezogen hatte. Wohl bereits zuvor war Edgcumbe jedoch vom Unterstützer zum Gegner der Regierung geworden, doch er fehlte mehrmals bei Abstimmungen. Bei der Unterhauswahl im März 1679 wurde er zum Knight of the Shire für Cornwall gewählt und unterstützte nun wieder eher die Regierung unter Shaftesbury. Bei den Wahlen im Oktober 1679 und 1681 wurde er als Knight of the Shire bestätigt, ohne weiterhin politisch besonders aktiv zu sein. Die Regierung dankte aber seine Unterstützung mit der Gewährung von Privilegien, der Genehmigung des Ausbaus des unweit von Mount Edgcumbe gelegenen Hafens von Stonehouse und anderen Rechten. Bei der Unterhauswahl 1685 trat Edgcumbe aufgrund seiner Gichterkrankung nicht nochmals als Kandidat an. Nach seinem Ausscheiden aus dem House of Commons lehnte er den katholischen König Jakob II. ab und unterstützte John Carew, 3. Baronet, als dieser die Aufhebung der Testakte ablehnte. Bevor er daraufhin von der Regierung von seinen Ämtern enthoben werden konnte, starb er. Er wurde am 3. April 1688 in der Kirche von Maker beigesetzt.

## Sonstiges
Am 30. November 1676 wurde Edgcumbe als Fellow of the Royal Society gewählt. In Mount Edgcumbe ließ er unter anderen den Eingangsbereich des Herrenhauses und den Garten umgestalten.

## Familie und Nachkommen
Edgcumbe hatte am 5. Januar 1671 Lady Anne Montagu († 1729), eine Tochter von Edward Montagu, 1. Earl of Sandwich und dessen Frau Jemima Crewe geheiratet. Sie brachte eine stattliche Mitgift in Höhe von £ 5000 mit in die Ehe. Mit ihr hatte er drei Söhne und sechs Töchter, darunter:
- Piers Edgcumbe (1676–1694)
- Richard Edgcumbe, 1. Baron Edgcumbe (1680–1758)
- Anne Edgcumbe ⚭ Henry Pyne

Seine Witwe heiratete 1694 ihren Cousin Christopher Montagu. Sein Erbe wurde zunächst sein Sohn Piers, nach dessen frühen Tod sein jüngster überlebender Sohn Richard.